# Bulbophyllum microthamnus
Bulbophyllum microthamnus é uma espécie de orquídea (família Orchidaceae) pertencente ao gênero Bulbophyllum. Foi descrita por Schltr.